# Tankietka

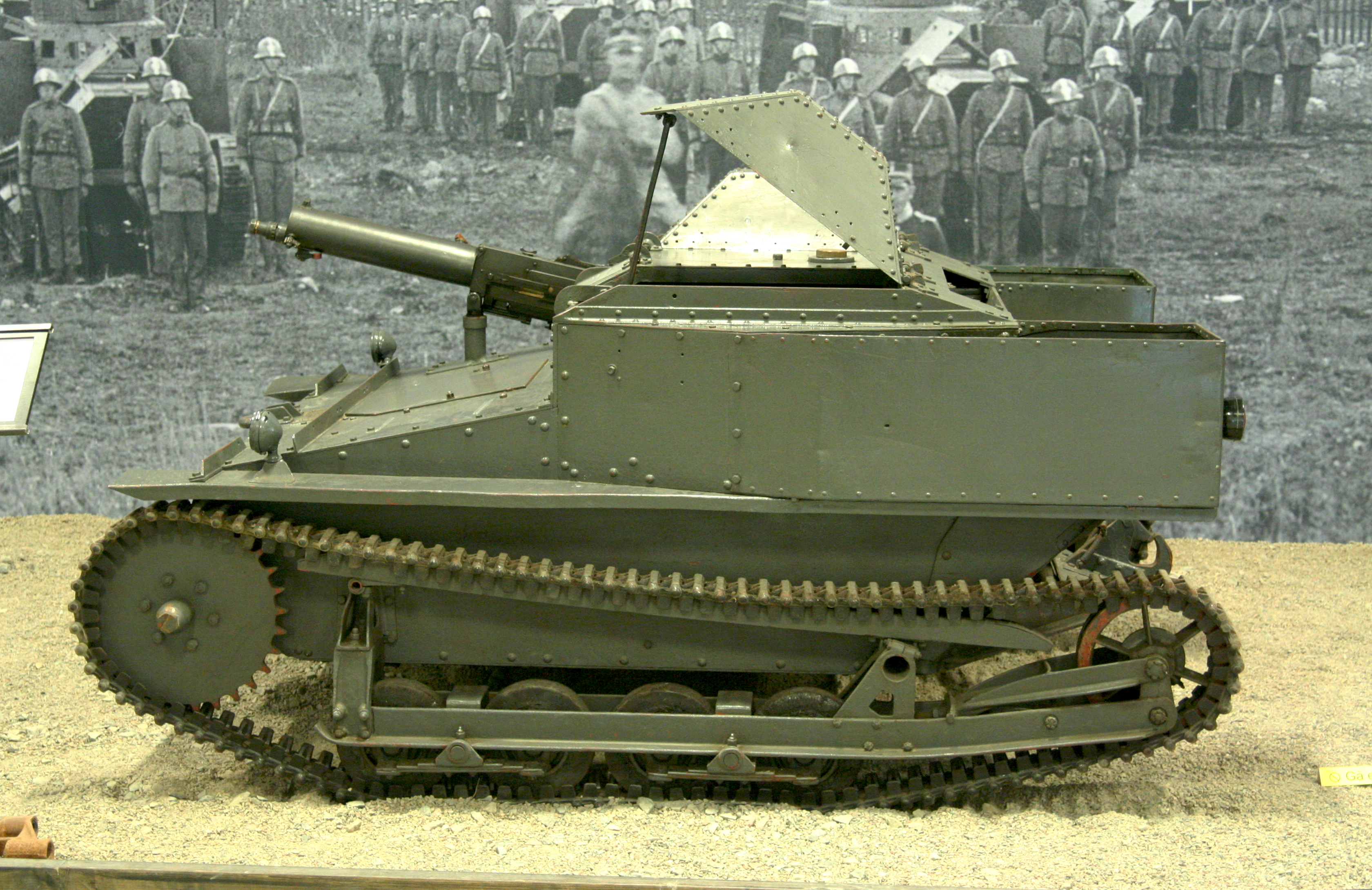
Tankietka Vickers Carden Loyd Mark VI

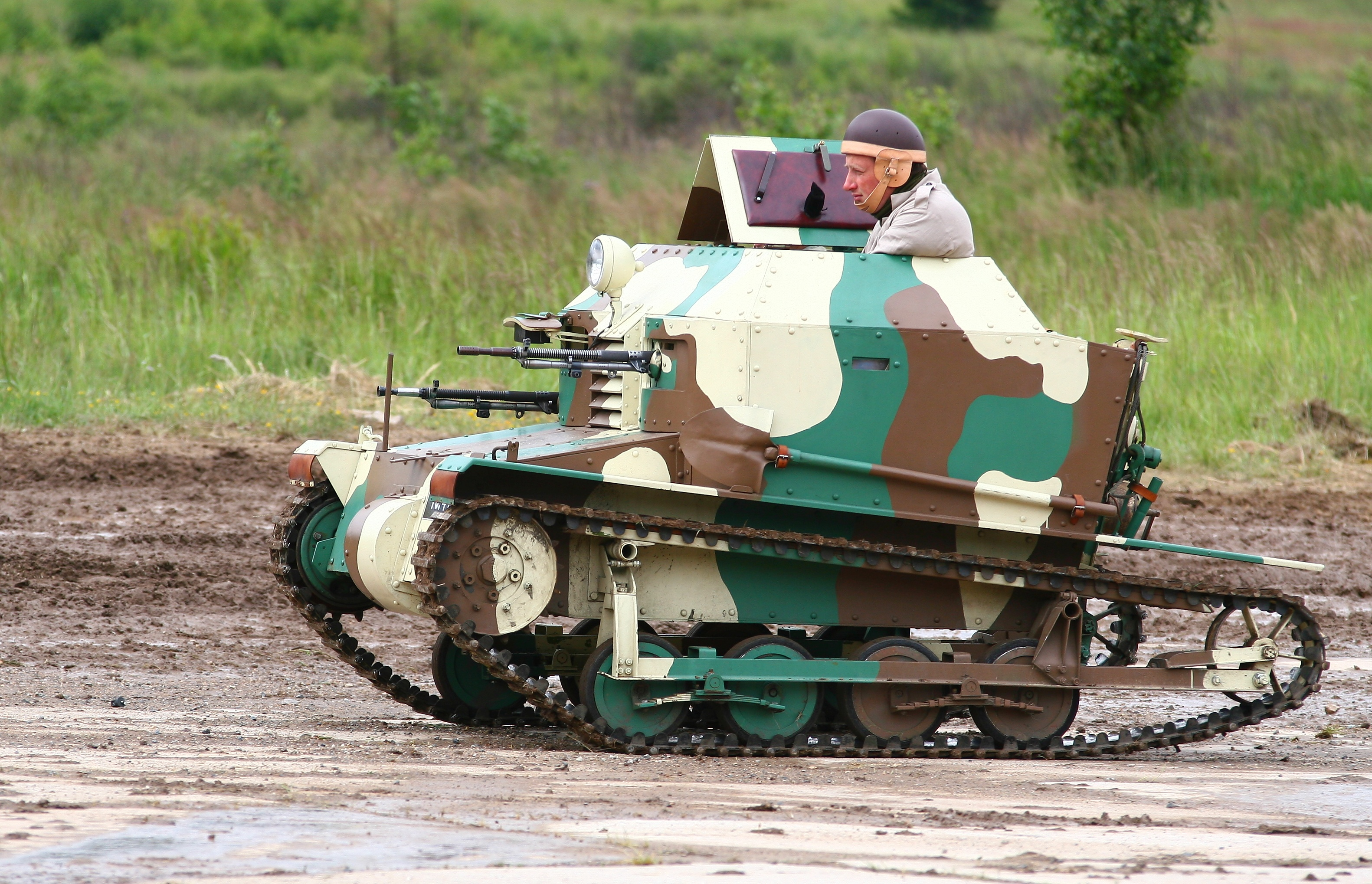
Tankietka Tančik vz. 33

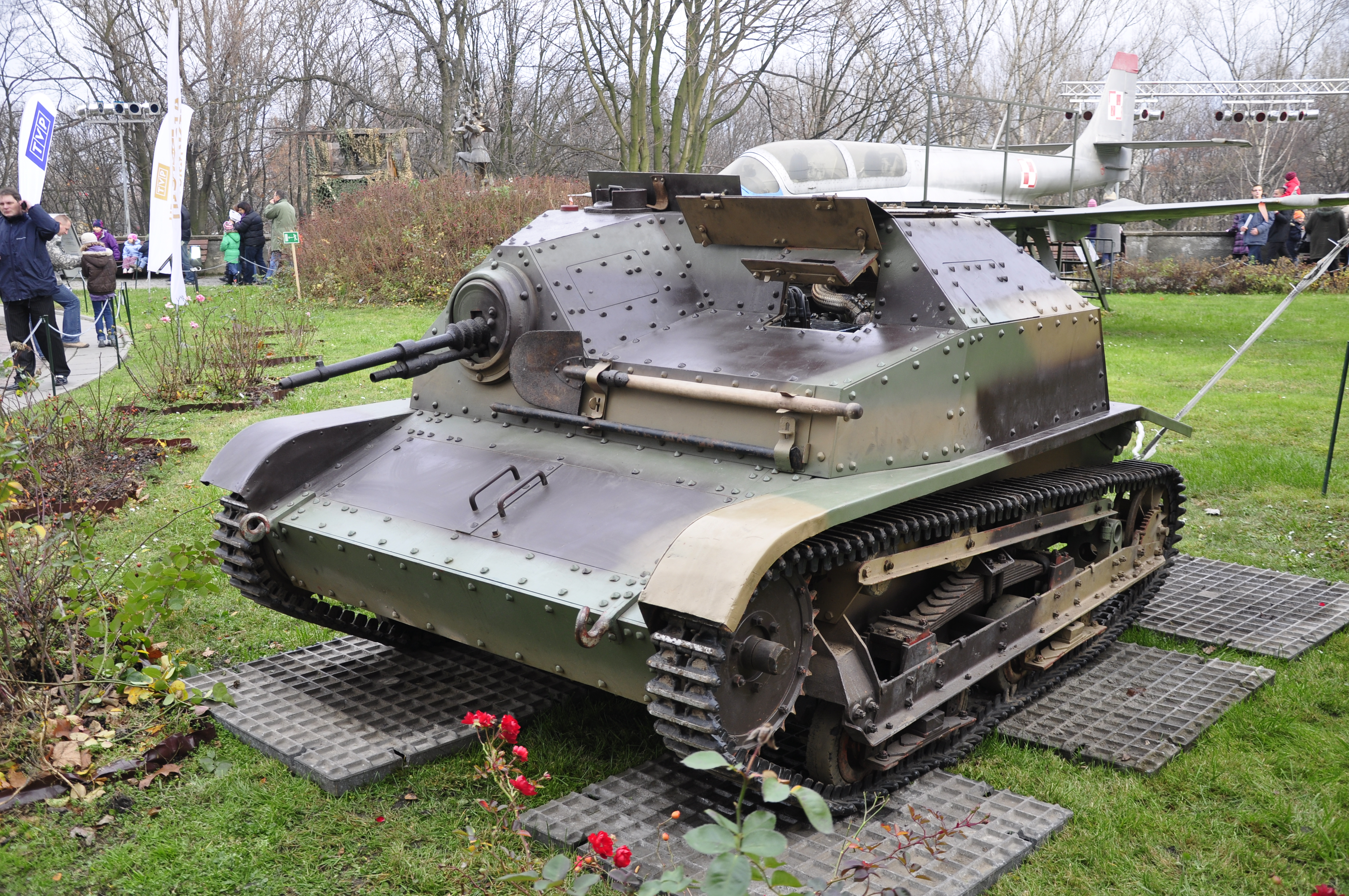
Tankietka TKS

Tankietka – mały, najczęściej bezwieżowy wóz bojowy z dwuosobową załogą. Czasami tankietkami nazywano także małe czołgi z wieżą obrotową. 
Tankietki były uzbrojone w 1 lub 2 karabiny maszynowe, rzadziej stosowano działka kaliber 20 mm. Charakteryzowały się masą 1,5 - 3,5 t i niewielkimi wymiarami. Dzięki konstrukcji bezwieżowej wysokość mieściła się w granicach 1,4 m, długość - do 3 m. Prędkość wynosiła ok. 40-45 km/h.
Prototypy tankietek zaczęły powstawać po I wojnie światowej, jako wyraz tendencji masowego zmotoryzowania armii (budowano wówczas także prototypy tankietek jednoosobowych, lecz taki układ okazał się niepraktyczny). Nazwa pochodzi od angielskiego tankette, utworzonego jako zdrobnienie nazwy czołgu (tank). Tankietki były początkowo pomyślane jako mobilny transporter karabinu maszynowego, zapewniający częściową ochronę obsłudze. Seryjnie produkowane w latach 30. zmieniły się w całkowicie opancerzone małe czołgi. Klasyczną i pierwszą udaną konstrukcją tankietki stała się brytyjska Vickers Carden Loyd Mark VI Tankette z 1928 - większość kolejnych tankietek było na niej wzorowanych.
Tankietki produkowano na świecie do około 1935 roku, kiedy stało się jasne, że nie mogą one pełnić roli pełnowartościowych czołgów z uwagi na słabe opancerzenie i uzbrojenie, a także brak wieży, utrudniający wykorzystanie uzbrojenia. Potwierdziły to także późniejsze doświadczenia z wojny domowej w Hiszpanii i kampanii wrześniowej 1939. Tankietki jednak z uwagi na małe rozmiary okazały się przydatne do zadań rozpoznawczych, chociaż ich słabe opancerzenie czyniło je wrażliwymi na wszystkie środki przeciwpancerne, zabezpieczając jedynie od ognia karabinowego i odłamków. Posiadając jedynie karabiny maszynowe, nie mogły same zwalczać czołgów przeciwnika. Jedynie część tankietek polskich i włoskich wyposażono w działka 20 mm, co zwiększyło ich możliwości ofensywne.

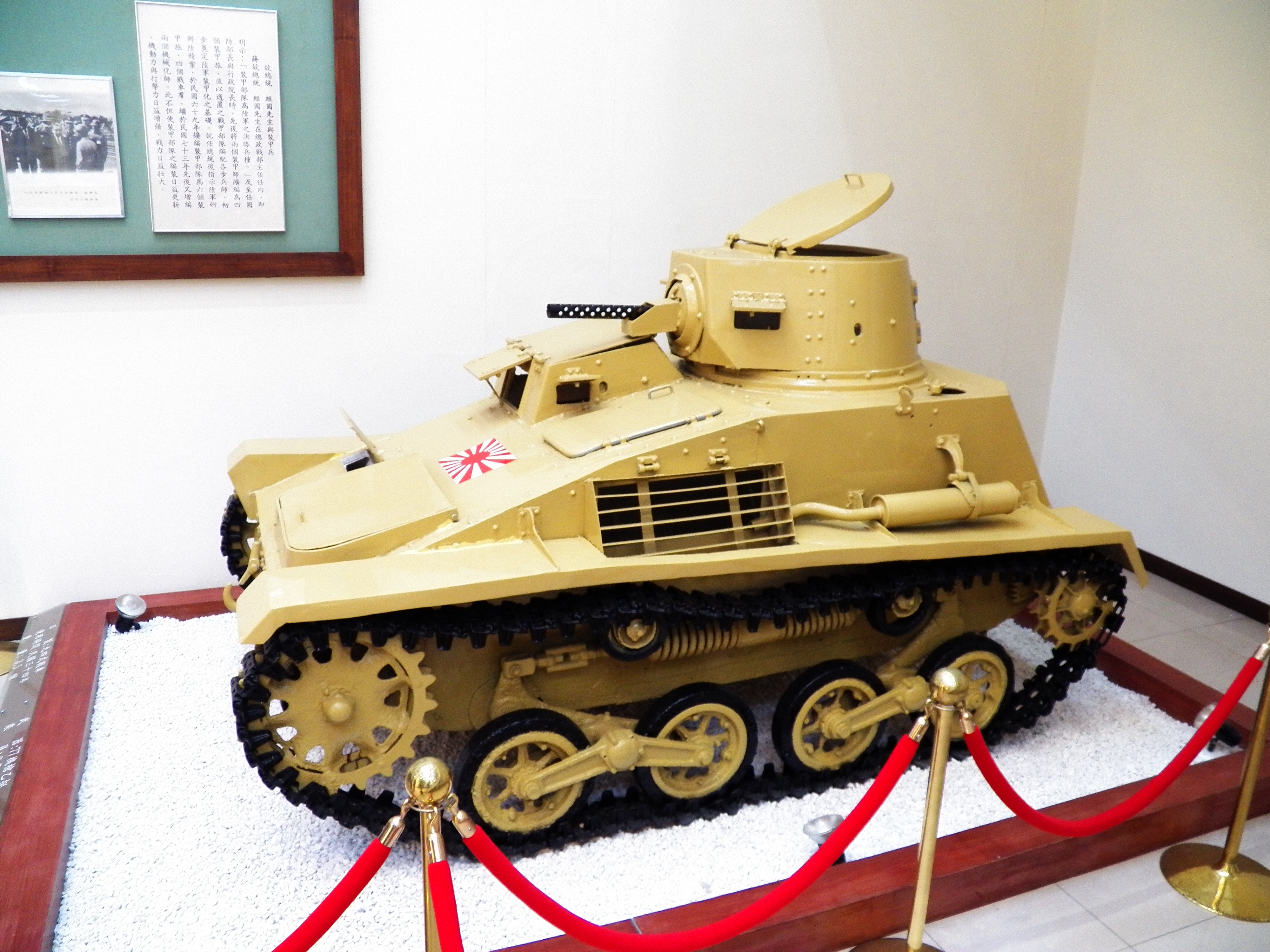
Typ 94 Te-Ke – tankietka z Cesarstwa Wielkiej Japonii

Produkowane seryjnie typy tankietek:
- Wielka Brytania: Vickers Carden Loyd Mark VI
- Włochy: CV 29, CV 33 i CV-35
- Polska: TK-3 i TKS
- ZSRR: T-27
- Francja: Renault UE, AMR 33, AMR 35
- Japonia: Typ 94 Te-Ke (wyposażony w wieżę obrotową)
- Czechosłowacja: Tancik vz. 33